# Cathédrale Notre-Dame-de-l'Assomption de Cuzco
Cette  cathédrale et basilique n’est pas la seule cathédrale Notre-Dame-de-l'Assomption ni la seule basilique Notre-Dame-de-l'Assomption.
La cathédrale Notre-Dame-de-l'Assomption (plus formellement cathédrale de l'Assomption-de-la-Très-Sainte-Vierge, en espagnol : Catedral de la Asunción de la Santísima Virgen) est l'un des principaux sanctuaires catholiques — cathédrale et basilique — de la ville de Cuzco, capitale historique du Pérou, dans la région homonyme.
Fondée en 1559 sous l'impulsion du vice-roi Andrés Hurtado de Mendoza et des missionnaires espagnols, elle est l'église-mère de l'archidiocèse de Cuzco.
Elle se dresse sur la principale place de la ville, la « Plaza de armas », jouxtant l'église de la Compagnie de Jésus.
L'ensemble de la ville de Cuzco est inscrit sur la liste du patrimoine mondial de l'Unesco depuis 1983.

## Histoire

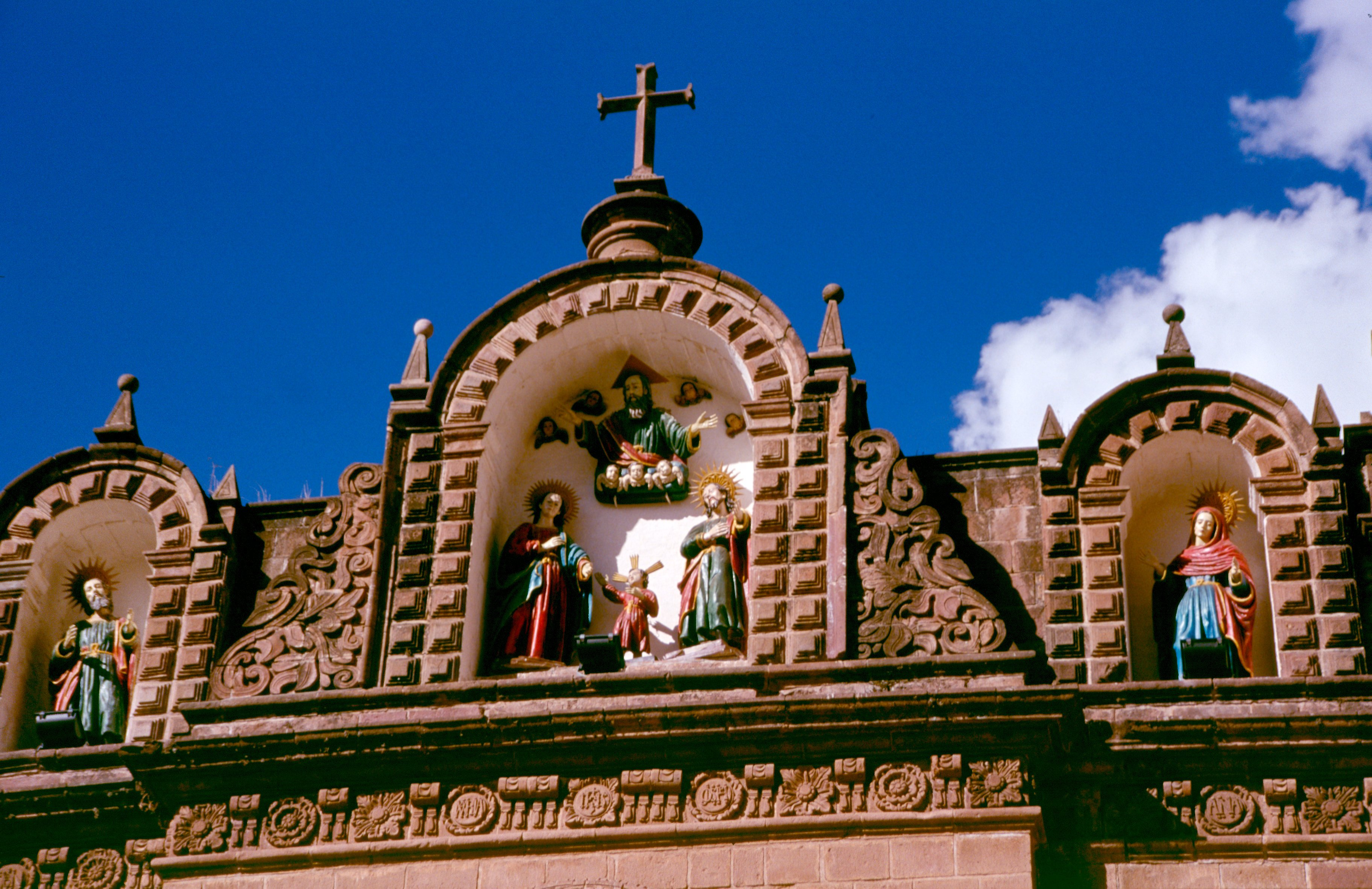
Chapelle de la Sainte-Famille, cathédrale de Cuzco.

Lorsque la ville de Cuzco est prise par les conquistadores conduits par Francisco Pizarro le 15 novembre 1533, l'une des priorités des nouveaux occupants est d'édifier un lieu de culte symbolisant le triomphe de la « vraie foi » — à leurs yeux, la foi catholique — sur l'« idolâtrie » que représente pour eux la religion traditionnelle inca.
En octobre de l'année 1534 débute l'édification du premier sanctuaire chrétien de la ville, fondé sur un site baptisé « Sunturhuasi ». Cependant, du fait de la création du diocèse de Cuzco le 8 janvier 1537, le sanctuaire est rapidement considéré comme inadapté aux besoins du culte. Ceci explique que dès 1541 les autorités religieuses se mettent en quête d'un nouveau terrain plus apte à accueillir la nouvelle cathédrale. Ceux-ci jettent leur dévolu sur un terrain portant le nom de « Cusipata », à proximité du couvent des Mercedarios. 

Quelques mois plus tard débute la construction du nouveau bâtiment.
Cependant, celui-ci est de nouveau considéré comme insuffisant : en 1552, les autorités épiscopales décident de réquisitionner le site de « Quishuarcancha », où s'élève le palais de l'empereur Viracocha Inca. Celui-ci est démoli pour laisser la place au nouveau sanctuaire, une mesure éminemment symbolique destinée à affirmer la prééminence de l'Espagne et du catholicisme. 

Le terrain ainsi acquis se situe à proximité de la première église de la ville, connue sous le nom de « Iglesia del Triunfo ». 

Ce nom se réfère à la victoire des espagnols sur les rebelles conduits par Manco Capac II, vaincus à cet endroit précis en 1536.
La première pierre de la nouvelle cathédrale est posée en 1559, tandis que l'on fait appel à l'architecte Juan Miguel Veramendi pour superviser les travaux. Cependant, des difficultés financières ne tardent pas à freiner le projet. Celui-ci est confié ultérieurement à l'architecte Francisco Becerra, architecte de la cathédrale de Lima, qui dirige les travaux durant presque vingt ans. 

Afin d'accélérer les travaux, les espagnols décident de prélever des pierres sur la forteresse de Sacsayhuamán, citadelle et lieu sacré pour les incas.
Les blocs sont transportés à travers les hauts plateaux andins jusqu'au chantier de la cathédrale.

En 1650, alors que l'édifice est toujours en travaux, un tremblement de terre secoue la région, sans endommager l'édifice. 

Celui-ci est consacré au cours d'une cérémonie en grande pompe durant l'année 1669, soit cent-dix ans après le début des travaux.
Le 8 février 1928, la cathédrale obtient du pape Pie XI le titre de basilique mineure.

Quelques années plus tard, en 1943, son successeur le pape Pie XII fait de la cathédrale le siège de l'archevêché de Cuzco nouvellement érigé.

## Architecture

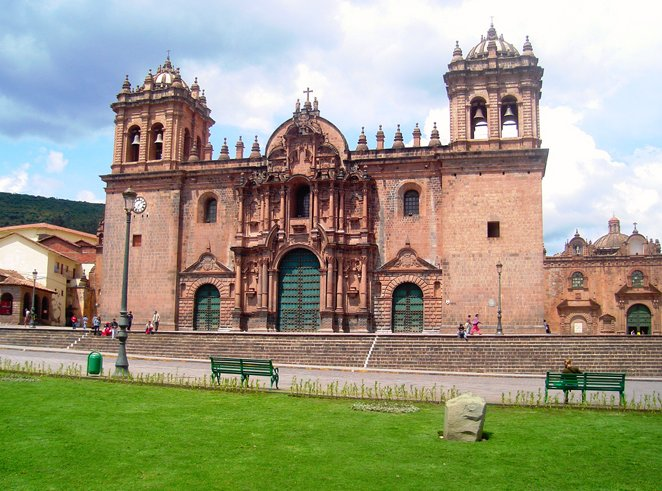
Façade de la cathédrale.

La cathédrale de Cuzco est un édifice massif bâti sur un plan en forme de croix latine. Si l'essentiel de sa structure l'apparente au style de la renaissance, la façade principale révèle une influence baroque. Celle-ci est flanquée de deux puissantes tours.
Parmi les sculptures présentes sur la partie extérieure de la cathédrale se trouvent plusieurs représentations animalières contrastant avec les représentations bibliques plus traditionnelles. 
Parmi celles-ci, des représentations de puma, animal symbolique pour les incas qui l'avaient divinisé.
À l'intérieur, le sanctuaire forme un triple vaisseau d'égale hauteur bordé d'une série de chapelles latérales, chacune possédant son propre autel. Parmi celles-ci, notons la chapelle de la Vierge Immaculée (Virgen Inmaculada), sainte-patronne de la ville depuis le XVIe siècle, ou la chapelle de la Très sainte trinité (Santísima Trinidad), laquelle se distingue par un tableau de l'artiste jésuite Bernardo Bitti (« La Virgen del Halcón »).

La chapelle du Seigneur des Tremblements de terre abrite un « Christ noir ».
L'ensemble de l'édifice est couvert par une voûte d'arêtes se rattachant à la tradition gothique, prenant appui sur des piliers cruciformes en pierre volcanique.

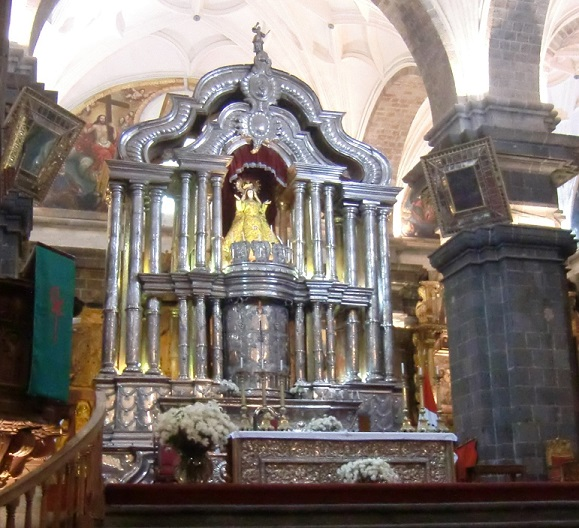
Le maître-autel.

Le maître-autel est l'une des œuvres majeures de la cathédrale. Surmonté d'un baldaquin, il est recouvert de panneaux d'argent. Il est construit entre 1792 et 1803 par les artistes Villegas et Pinelo, à la demande de l'évêque Bartolomé María de Las Heras.
Parmi les principales œuvres d'art que renferme la cathédrale figurent également plusieurs tableaux d'artistes appartenant à « l'école de Cuzco », tels Marcos Zapata ou Rafael de Urbina.
De part et d'autre de la cathédrale se situent deux églises de dimensions plus modestes. 

L'église du triomphe est bâtie sur les fondations de la première église de la ville. Elle est entièrement reconstruite entre 1729 et 1733 à la demande de l'évêque Fray Bernardo de Serrada.

À l'opposé se situe l'église de Jésus, Marie et Joseph (Jesús, María y José), érigée de 1733 à 1735.
À quelques mètres de la cathédrale se dresse l'église de la Compagnie de Jésus, autre sanctuaire chargé d'histoire.

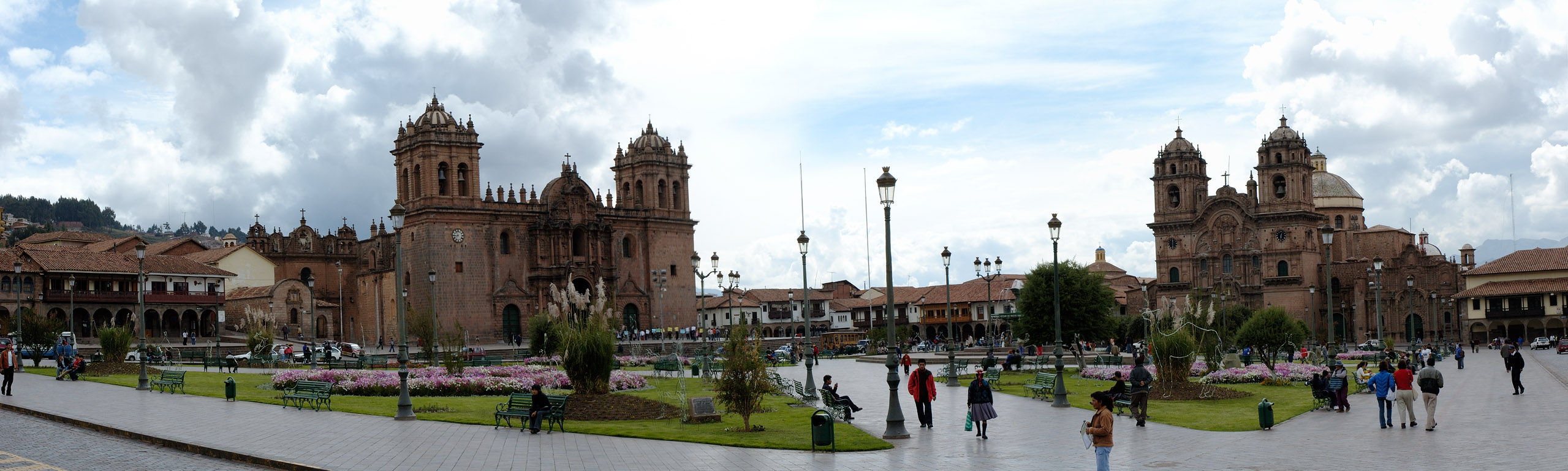
La « plaza de armas » abrite deux édifices majeurs de la ville de Cuzco: la cathédrale Notre-Dame-de-l'Assomption (à gauche) et l'église de la Compagnie de Jésus (à droite).